# Hafferia
Hafferia is een geslacht van vogels uit de familie Thamnophilidae (miervogels). Dit geslacht telt drie soorten:

## Soorten
- Hafferia fortis  – Roetkleurige miervogel
- Hafferia immaculata – Blauwmaskermiervogel
- Hafferia zeledoni – Zeledons miervogel